# Alexandra Diogo
Alexandra Diogo (Lisboa, 17 de outubro de 1966) é uma actriz portuguesa. Tendo carreira sobretudo nos palcos, tem algumas participações na televisão como na série "Conta-me como foi", "O Diário de Sofia", "Morangos com Açúcar" e na novela "Perfeito Coração", na qual desempenha o papel de Filipa, a secretária oportunista.
É neta do empresário (indústria do Teatro) António de Macedo, tem uma filha chamada Sara Vicente e foi casada com o actor e encenador Luís Vicente.